# The Lunchbox
The Lunchbox es una película dramática en hindi de 2013 escrita y dirigida por Ritesh Batra. Producida por Guneet Monga, Anurag Kashyap y Arun Rangachari, es una coproducción internacional de estudios de India, Estados Unidos, Alemania y Francia. Está protagonizada por Irrfan Khan y Nimrat Kaur junto a Nawazuddin Siddiqui, Bharti Achrekar y Nakul Vaid en papeles secundarios.
The Lunchbox se proyectó en Festival Internacional de Cine de Cannes de 2013  y luego ganó el premio Viewers Choice Award de la Semana de la Crítica, también conocido como Grand Rail d'Or. Se proyectó en el Festival Internacional de Cine de Toronto de 2013. La película se estrenó en los cines de la India el 20 de septiembre de 2013. The Lunchbox fue un éxito de taquilla y recibió elogios unánimes de la crítica. Fue la película hindi más taquillera de Khan, hasta que fue superada por Hindi Medium (2017). The Lunchbox fue nominada como mejor película de habla no inglesa en los Premios BAFTA 2014.

## Trama
En Mumbai, Ila es una esposa joven que busca la atención de su marido Rajeev. Ella intenta devolver el romance a su matrimonio preparándole deliciosos almuerzos a Rajeev. Sin embargo, cuando envía la lonchera a su oficina, el sistema dabbawala que debe entregarle el almuerzo tiene una confusión y la lonchera llega accidentalmente a Saajan Fernandes. Saajan es un viudo que está a punto de jubilarse de su trabajo contable. Cuando Ila se da cuenta del error, le escribe una carta a Saajan informándole de la confusión y la coloca en la lonchera al día siguiente. Se produce así un intercambio de mensajes entre Ila y Saajan a través de los almuerzos, lo que despierta una amistad entre los dos, mientras comparten recuerdos y eventos de sus vidas.
En su trabajo, Saajan tiene la tarea de entrenar a su sustituto Aslam Sheikh. Socialmente distante después de la muerte de su esposa, Saajan inicialmente se muestra reacio a interactuar con Sheikh y entrenarlo. Después de que Sheikh revela que es un huérfano que aprendió contabilidad por sí mismo, Saajan gradualmente se simpatiza con él. Finalmente, el dúo entabla una estrecha amistad. En un momento, Saajan salva el trabajo de Shaikh encubriendo sus flagrantes errores y se convierte en su padrino de boda. Mientras tanto, después de que Ila descubre que Rajeev está teniendo una aventura, pierde la esperanza de reavivar su matrimonio. En una de las cartas que se envían, sugiere mudarse a Bután, donde el coste de vida es mucho más barato que en la India. Saajan responde sugiriendo que los dos se muden allí juntos. Luego, Ila se ofrece a reunirse en persona en un restaurante popular, pero a la hora acordada, Saajan no aparece. Al recibir una lonchera vacía al día siguiente, Saajan le responde a la abatida Ila y se disculpa con ella, diciendo que llegó y la vio desde la distancia pero que no podía acercarse a ella. Él explica lo joven y hermosa que se veía, mientras supone que él es demasiado mayor para ella y le aconseja que siga adelante.
Tiempo después, el padre de Ila, luchando contra un cáncer de pulmón, muere al cuidado de su madre, quien confiesa lo infeliz que fue su matrimonio. Ila obtiene la dirección de la oficina de Saajan, solo para enterarse por Sheikh de que ya se jubiló y se dirigió a Nashik. Escribe un último mensaje de despedida a Saajan anunciándole que ha decidido dejar a Rajeev y mudarse a Bután con su pequeña hija. Mientras tanto, Saajan cambia de opinión y regresa a Mumbai. La película termina con Ila esperando que su hija regrese de la escuela y Saajan dirigiéndose a su casa con el dabbawala que regularmente recogía y entregaba la lonchera del mismo nombre.

## Elenco
- Irrfan Khan como Saajan Fernandes
- Nimrat Kaur como Ila Singh
- Nawazuddin Siddiqui como Aslam Shaikh, colega de Saajan
- Lillete Dubey como la madre de Ila
- Nakul Vaid como Rajiv Singh, el marido de Ila
- Bharati Achrekar como la Sra. Deshpande también conocido como "Tía", vecina de Ila (solo voz)
- Yashvi Puneet Nagar como Yashvi Singh, la hija de Ila y Rajiv
- Denzil Smith como el Sr. Shroff, el jefe de la oficina de Saajan.
- Shruti Bapna como Mehrunissa, la esposa de Shaikh

## Producción
Ritesh Batra, que había realizado los cortometrajes The Morning Ritual, Gareeb Nawaz Ki Taxi y Cafe Regular, Cairo, comenzó a investigar para un documental sobre el famoso sistema de entrega de fiambreras de Mumbai, dabbawala, conocido por su eficiencia. Después de pasar una semana con los proveedores en 2007, conoció muchas historias personales interesantes que escuchaba mientras esperaban afuera de los departamentos. De esta idea nació la idea de la película, y en lugar de hacer el documental empezó a escribir un guion cinematográfico. Con el tiempo, la película se convirtió en una producción conjunta entre Sikhya Entertainment, DAR Motion Pictures, National Film Development Corporation of India (NFDC), India, ROH Films, Alemania, ASAP Films, Francia y Cine Mosaic, EE. UU., de Lydia Dean Pilcher, quien anteriormente produjo películas como The Talented Mr Ripley (1999) y El buen nombre (2007), y la alemana Match Factory, se convirtió en su agente de ventas internacionales.
Batra completó el primer borrador del guion en 2011, siendo asistido por Rutvik Oza. Luego ganó una Mención de Honor del Jurado en Cinemart 2012 en el Festival Internacional de Cine de Rotterdam. Posteriormente, el proyecto formó parte del Talent Project Market del Festival Internacional de Cine de Berlín y recibió tutoría en el laboratorio de guionistas (Torino Film Lab) en el Festival de Cine de Turín. El personaje de Ila, interpretado por Nimrat Kaur, seis meses antes del rodaje, y el personaje interpretado por Nawazuddin Siddiqui se desarrollaron e improvisaron aún más durante el rodaje.
A Irrfan Khan le gustó el guion de la película y el concepto de su personaje, no hablaba mucho, pero sí a través de notas. Después de ver el cortometraje de Batra y un par de reuniones, aceptó actuar en la película. Batra quería trabajar con Nawazuddin Siddiqui, otro personaje principal de la película, desde hacía mucho tiempo. Para la protagonista femenina, se realizaron audiciones, en las que se seleccionó a Nimrat Kaur. Kaur tenía una amplia experiencia en el teatro de Mumbai y trabajó en películas como Peddlers. Algunos de los dabbawalas con quienes el director se hizo amigo mientras investigaba para la película también fueron elegidos para papeles menores.
La película se rodó en 2012 en Mumbai con un presupuesto de 220 millones de rupias. Antes del rodaje, el elenco ensayó durante seis meses. Fue filmado con una cámara de película digital Arri Alexa. Muchas de las escenas se desglosaron logísticamente para dar paso a cambios de ubicación de último momento. Según Ritesh Batra, las escenas en el tren implicaban el uso de un solo compartimento e incluso incluían a viajeros locales reales cuando era necesario.
El rodaje principal duró 29 días y la mayoría de las escenas de la película se realizaron en tres semanas. Posteriormente se rodaron imágenes tomadas a modo de documental. A los famosos dabbawalas de Mumbai se les proporcionaron loncheras reales para entregar, y fueron seguidos por un equipo de filmación de cuatro miembros, que filmaron el proceso en estilo documental.

## Recepción
La película se proyectó el 19 de mayo de 2013 como parte de la Semana Internacional de la Crítica en el Festival de Cine de Cannes de 2013, donde recibió una gran ovación y críticas positivas. Ganó el premio Viewers Choice Award de la Semana de la Crítica, también conocido como Grand Rail d'Or. Variety lo llamó "un debut notable del principiante director y guionista Ritesh Batra", por crear una película con un "atractivo cruzado de Monsoon Wedding", y también elogió la actuación de Irrfan Khan y Nimrat Kaur.
A partir de entonces, Sony Pictures Classics adquirió todos los derechos de distribución en Norteamérica.
En India, esta película se estrenó en más de 400 pantallas el 20 de septiembre de 2013. En Japón, el 9 de agosto de 2014 se estrenó una versión doblada al japonés de la película, que se proyectó en cien salas.

### Recepción de la crítica
The Lunchbox recibió elogios generalizados tanto de la crítica como del público. En el sitio web agregador de reseñas Rotten Tomatoes, el 97% de las 118 reseñas de críticos son positivas, con una calificación promedio de 8,08/10. El consenso del sitio web dice: "Cálido, afectuoso y dulce, pero no empalagoso, The Lunchbox es un ingenioso placer para el público del director debutante Ritesh Batra".
Metacritic, que utiliza un promedio ponderado, asignó a la película una puntuación de 76 sobre 100, basada en 28 críticas, lo que indica "críticas generalmente favorables".
El crítico Rajeev Masand de CNN-IBN le dio una calificación de 5/5 a la película y dijo: "Las mejores historias de amor son aquellas que te hacen alentar a los protagonistas a unirse, a pesar de sus destinos. Esta película ilustra cómo el amor transforma a las personas más improbables."  Pratim D. Gupta de The Telegraph dio el visto bueno a The Lunchbox y la calificó como "una historia de amor tan conmovedora y silenciosa como un retrato evocador de la soledad". Taran Adarsh de Bollywood Hungama le dio a la película un 4/5 y dijo: "Un romance antiguo bien contado, The Lunchbox desarrolla con gracia las pruebas, tribulaciones, miedos y esperanzas de la gente común sin el glamour del que se ha convertido sinónimo la ciudad de Mumbai."  Karan Anshuman de Mumbai Mirror también le otorgó una puntuación perfecta de 5/5 y dijo que la película era "una de las mejores películas de la India en mucho tiempo".
Raja Sen de Rediff.com elogió aún más la película, otorgando otra puntuación perfecta de 5/5 y elogió especialmente al director Ritesh Batra, afirmando que "Batra, que también escribió The Lunchbox, ha permitido a sus impresionantes actores un tremendo espacio para improvisar, mientras él mismo dibuja detalles matizados sobre la ciudad, sus transportadores de alimentos y las muchas disparidades que abundan en Mumbai". El cineasta y crítico Khalid Mohammed del Deccan Chronicle dijo: "Lo que queda en la mente al final de The Lunchbox es más o menos lo que queda en la mente al final de una actuación memorable de músicos de jazz, no sus errores, sino las alturas que escalan."  Aditya Grover de YouthTimes le dio 4/5 estrellas y dijo: "¡ The Lunchbox es delicioso y encantador! Si estás de humor para presenciar un cine realmente conmovedor, te espera un placer. El delicioso sabor de esta lonchera permanece en tu boca mucho después de salir del teatro. ¡Adelante!"  Suparna Sharma de The Asian Age le dio 4 de 5 estrellas y dijo: " The Lunchbox es una dulce y triste historia de soledad y amor, que palpita suavemente, de espíritus marchitos que encuentran agua nuevamente. En esta película hay tres mujeres en tres matrimonios, de las cuales dos están enfermas. El tercero ya casi ha terminado, sólo que no se han realizado los últimos ritos. Hay dos hombres en la película: uno que ha vivido una vida plena y se está preparando para desaparecer silenciosamente de la faz de la tierra; el otro está ansioso por comenzar... Lo que es a la vez impactante y reconfortante es lo que nos muestra la película: que se necesita muy poco para que un alma vuelva a la vida. En general, bastará con una pizca de esperanza." 

### Controversia en la selección para el Oscar
The Lunchbox fue considerada por muchas personas durante todo el año como segura para la selección de la India para la 86ª categoría de Mejor Película Extranjera de los Premios de la Academia, y muchos críticos la elogiaron con entusiasmo y votaron para que fuera la película representativa. El director Karan Johar también apoyó la película diciendo: "Todo tipo de público puede conectarse con ella y, sin embargo, dentro de los parámetros de una historia de amor es completamente inusual. Sientes todo el amor del mundo por los protagonistas y lo inusual es que no se conocen." 
Sin embargo, el comité de selección de la Federación de Cine de la India (FFI) deliberó el 17 de septiembre de 2013 y decidió enviar en su lugar la película gujarati The Good Road. Esta decisión provocó la indignación de muchos seguidores de The Lunchbox, incluidos su elenco y equipo. El productor de la película, Anurag Kashyap, rápidamente recurrió a Twitter y expresó su disgusto, diciendo: "No sé quién es la Federación, pero demuestra la total falta de comprensión para hacer películas que puedan cruzar fronteras". Más tarde eliminó sus cuentas de Twitter y Facebook, diciendo: "este es un momento de derrota para mí y para el cine independiente, porque, por una vez, nuestras posibilidades eran grandes". Karan Johar también dijo que se sentía muy decepcionado de que se hubiera estropeado una oportunidad tan maravillosa de alcanzar la gloria del Oscar con The Lunchbox. Guneet Monga, la otra productora de The Lunchbox, dijo que estaba asombrada de cómo la Federación pudo seleccionar una película que ni siquiera tenía un distribuidor estadounidense, y también enumeró el número de festivales globales y el reconocimiento que recibió su película, concluyendo que tristemente y supuestamente "no fue suficiente para el FFI".
En una entrevista con Siddharth Sivakumar de Tinpahar, Goutam Ghose, el presidente del comité reveló:

Personalmente me gustó mucho The Lunchbox. Pero finalmente los dieciocho miembros del jurado apoyaron "The Good Road". Ahora puedo decir que algunas personas de Bombay sintieron que la premisa básica de "The Lunchbox" estaba equivocada. Porque los Dabbawala nunca cometen esos errores. Después de todo, las películas son obras de ficción, ¡con derecho a la libertad cinematográfica! Aunque "The Lunchbox" era mi favorito personal, como presidente uno no debe imponer su elección a los demás. Y como sabes, esto se convirtió de repente en una gran controversia. Y creo que los medios de comunicación volvieron a ser, en cierta medida, responsables de esta decisión. Porque todos los días durante la deliberación o las proyecciones, los medios proyectaban a Lunch Box como el elegido. Supongo que los miembros probablemente pensaron: "¡Dios mío! Si los medios ya tomaron la decisión, ¿por qué estamos aquí?". ¡¡Era un 'consentimiento de fabricación' chomskiano – La lonchera, La lonchera, La lonchera todos los días!! Entonces los miembros, que son todos personas muy importantes de la industria, tuvieron un impulso opuesto. No lo sé, pero tal vez así fue como sucedió.

Una vez presentado al comité de selección de los Oscar, ese comité no nominó ni preseleccionó The Good Road . La ganadora del Premio de la Academia de ese año fue La gran belleza de Italia. 

## Reconocimientos
| Premio                                             | Fecha de la ceremonia                      | Categoría                                    | Destinatario                                  | Resultado | Ref.          |
| -------------------------------------------------- | ------------------------------------------ | -------------------------------------------- | --------------------------------------------- | --------- | ------------- |
| Asia-Pacific Film Festival                         | 13 – 15 de diciembre de 2013               | Mejor película                               | Ritesh Batra                                  | nominada  | [ 39 ] [ 40 ] |
| Asia-Pacific Film Festival                         | 13 – 15 de diciembre de 2013               | Mejor director                               | Ritesh Batra                                  | nominado  | [ 39 ] [ 40 ] |
| Asia-Pacific Film Festival                         | 13 – 15 de diciembre de 2013               | Mejor guion                                  | Ritesh Batra                                  | ganó      | [ 39 ] [ 40 ] |
| Asia-Pacific Film Festival                         | 13 – 15 de diciembre de 2013               | Mejor actor                                  | Irrfan Khan                                   | nominado  | [ 39 ] [ 40 ] |
| Asia-Pacific Film Festival                         | 13 – 15 de diciembre de 2013               | Premio al logro excepcional                  | Irrfan Khan                                   | ganó      | [ 39 ] [ 40 ] |
| Asia-Pacific Film Festival                         | 13 – 15 de diciembre de 2013               | Mejor actriz                                 | Nimrat Kaur                                   | nominada  | [ 39 ] [ 40 ] |
| Asia-Pacific Film Festival                         | 13 – 15 de diciembre de 2013               | Mejor actor secundario                       | Nawazuddin Siddiqui                           | ganó      | [ 39 ] [ 40 ] |
| Asia Pacific Screen Awards                         | 15 de diciembre de 2013                    | Mejor guion                                  | Ritesh Batra                                  | ganó      | [ 41 ]        |
| Asia Pacific Screen Awards                         | 15 de diciembre de 2013                    | Gran premio del jurado                       | Ritesh Batra                                  | ganó      | [ 41 ]        |
| Asian Film Awards                                  | 27 de marzo de 2014                        | Mejor película                               | The Lunchbox                                  | nominada  | [ 42 ]        |
| Asian Film Awards                                  | 27 de marzo de 2014                        | Mejor actor                                  | Irrfan Khan                                   | ganó      | [ 42 ]        |
| Asian Film Awards                                  | 27 de marzo de 2014                        | Mejor guionista                              | Ritesh Batra                                  | ganó      | [ 42 ]        |
| British Academy Film Awards                        | 8 de febrero de 2015                       | Mejor película de habla no inglesa           | Ritesh Batra                                  | nominada  | [ 43 ]        |
| Dubai International Film Festival                  | 6 – 14 de diciembre de 2013                | Mejor película – largometraje                | Anurag Kashyap, Arun Rangachari, Guneet Monga | nominada  | [ 44 ]        |
| Dubai International Film Festival                  | 6 – 14 de diciembre de 2013                | Mención especial - largometraje              | Ritesh Batra                                  | ganó      | [ 44 ]        |
| Dubai International Film Festival                  | 6 – 14 de diciembre de 2013                | Mejor actor – largometraje                   | Irrfan Khan                                   | ganó      | [ 44 ]        |
| Filmfare Awards                                    | 26 de enero de 2014                        | Mejor película (Critics)                     | Ritesh Batra                                  | ganó      | [ 45 ] [ 46 ] |
| Filmfare Awards                                    | 26 de enero de 2014                        | Mejor director debutante                     | Ritesh Batra                                  | ganó      | [ 45 ] [ 46 ] |
| Filmfare Awards                                    | 26 de enero de 2014                        | Mejor historia                               | Ritesh Batra                                  | nominada  | [ 45 ] [ 46 ] |
| Filmfare Awards                                    | 26 de enero de 2014                        | Mejor actor secundario                       | Nawazuddin Siddiqui                           | ganó      | [ 45 ] [ 46 ] |
| Filmfare Awards                                    | 26 de enero de 2014                        | Mejor edición                                | John F. Lyons                                 | nominado  | [ 45 ] [ 46 ] |
| Filmfare Awards                                    | 26 de enero de 2014                        | Mejor diseño de sonido                       | Michael Kaczmarek                             | nominado  | [ 45 ] [ 46 ] |
| Ghent International Film Festival                  | 8 – 19 de octubre de 2013                  | Canvas Audience Award                        | Ritesh Batra                                  | nominado  | [ 47 ]        |
| Hong Kong Asian Film Festival                      | 25 de octubre de – 19 de noviembre de 2013 | Premio al talento nuevo                      | Ritesh Batra                                  | nominado  | [ 48 ]        |
| International Critics' Week (Cannes Film Festival) | 15 – 26 de mayo de 2013                    | Grand Rail d'Or (Premio de los espectadores) | The Lunchbox                                  | ganó      | [ 49 ]        |
| International Indian Film Academy Awards           | 23 – 26 de abril de 2014                   | Mejor actriz en un papel protagónico         | Nimrat Kaur                                   | nominada  | [ 50 ]        |
| International Indian Film Academy Awards           | 23 – 26 de abril de 2014                   | Mejor actor en un papel secundario           | Nawazuddin Siddiqui                           | nominado  | [ 50 ]        |
| International Indian Film Academy Awards           | 23 – 26 de abril de 2014                   | Mejor historia                               | Ritesh Batra                                  | nominado  | [ 50 ]        |
| London Film Festival                               | 9 – 20 de octubre de 2013                  | Mejor película                               | Ritesh Batra                                  | nominado  | [ 51 ]        |
| Oslo Films from the South Festival                 | 10 – 20 de octubre de 2013                 | Mejor largometraje                           | Ritesh Batra                                  | nominado  | [ 52 ]        |
| Producers Guild Film Awards                        | 16 de enero de 2014                        | Mejor película                               | Anurag Kashyap, Arun Rangachari, Guneet Monga | nominada  | [ 53 ] [ 54 ] |
| Producers Guild Film Awards                        | 16 de enero de 2014                        | Mejor director                               | Ritesh Batra                                  | nominado  | [ 53 ] [ 54 ] |
| Producers Guild Film Awards                        | 16 de enero de 2014                        | Mejor director debutante                     | Ritesh Batra                                  | ganó      | [ 53 ] [ 54 ] |
| Producers Guild Film Awards                        | 16 de enero de 2014                        | Mejor historia                               | Ritesh Batra                                  | nominado  | [ 53 ] [ 54 ] |
| Producers Guild Film Awards                        | 16 de enero de 2014                        | Mejor guion                                  | Ritesh Batra                                  | nominado  | [ 53 ] [ 54 ] |
| Producers Guild Film Awards                        | 16 de enero de 2014                        | Mejor actor en un papel protagónico          | Irrfan Khan                                   | nominado  | [ 53 ] [ 54 ] |
| Producers Guild Film Awards                        | 16 de enero de 2014                        | Artista del año                              | Irrfan Khan                                   | ganó      | [ 53 ] [ 54 ] |
| Producers Guild Film Awards                        | 16 de enero de 2014                        | Mejor actriz en un papel protagónico         | Nimrat Kaur                                   | nominada  | [ 53 ] [ 54 ] |
| Producers Guild Film Awards                        | 16 de enero de 2014                        | Mejor actriz debutante                       | Nimrat Kaur                                   | nominada  | [ 53 ] [ 54 ] |
| Producers Guild Film Awards                        | 16 de enero de 2014                        | Mejor actor en un papel secundario           | Nawazuddin Siddiqui                           | ganó      | [ 53 ] [ 54 ] |
| Reykjavík International Film Festival              | 26 de septiembre de – 6 de octubre de 2013 | Church of Iceland Award                      | Ritesh Batra                                  | ganó      | [ 55 ]        |
| Screen Awards                                      | 14 de enero de 2014                        | Mejor película                               | Anurag Kashyap, Arun Rangachari, Guneet Monga | nominada  | [ 56 ] [ 57 ] |
| Screen Awards                                      | 14 de enero de 2014                        | Director debutante más prometedor            | Ritesh Batra                                  | ganó      | [ 56 ] [ 57 ] |
| Screen Awards                                      | 14 de enero de 2014                        | Mejor historia                               | Ritesh Batra                                  | nominado  | [ 56 ] [ 57 ] |
| Screen Awards                                      | 14 de enero de 2014                        | Mejor guion                                  | Ritesh Batra                                  | nominado  | [ 56 ] [ 57 ] |
| Screen Awards                                      | 14 de enero de 2014                        | Mejor actor                                  | Irrfan Khan                                   | nominado  | [ 56 ] [ 57 ] |
| Screen Awards                                      | 14 de enero de 2014                        | Mejor actriz                                 | Nimrat Kaur                                   | nominado  | [ 56 ] [ 57 ] |
| Screen Awards                                      | 14 de enero de 2014                        | Mejor actor secundario                       | Nawazuddin Siddiqui                           | nominado  | [ 56 ] [ 57 ] |
| Zee Cine Awards                                    | 8 de febrero de 2014                       | Mejor director debutante                     | Ritesh Batra                                  | ganó      | [ 58 ] [ 59 ] |
| Zee Cine Awards                                    | 8 de febrero de 2014                       | Mejor historia                               | Ritesh Batra                                  | nominado  | [ 58 ] [ 59 ] |
| Zee Cine Awards                                    | 8 de febrero de 2014                       | Mejor actor en un papel secundario           | Nawazuddin Siddiqui                           | nominado  | [ 58 ] [ 59 ] |